# مجموعة الهيدرولوجيين الفلسطينيين
مجموعة الهيدرولوجيين الفلسطينيين هي منظمة فلسطينية غير حكومية تأسست في عام 1987، تركز المجموعة على قضايا المياه والصرف الصحي. تراقب وتحلل وتعد تقارير عن الحالة المتغيرة لنوعية المياه والصرف الصحي والوصول إلى المياه والتلوث والبنية التحتية.
تمتلك المجموعة مكاتب في غزة، والخليل، والقدس، ونابلس ورام الله.

## الشركاء
- أوكسفام.[3]
- كير.[4]